# Diecezja Comodoro Rivadavia
Diecezja Comodoro Rivadavia – łac. Dioecesis Rivadaviae – diecezja Kościoła rzymskokatolickiego w Argentynie. Należy do metropolii Bahía Blanca. Została erygowana 11 lutego 1957. 10 kwietnia 1961 utraciła część terytorium na rzecz nowo powstałej diecezji Río Gallegos, zaś 14 marca 2009 na rzecz erygowanej prałatury terytorialnej Esquel.